# (212) Medea
(212) Medea ist ein Asteroid des äußeren Hauptgürtels, der am 6. Februar 1880 vom österreichischen Astronomen Johann Palisa an der Marine-Sternwarte Pola in Istrien entdeckt wurde.
Der Asteroid wurde benannt nach Medea, der Tochter von Aietes, König von Kolchis, und Nichte von Kirke. Medea war eine mächtige Zauberin, sie half Iason, das Goldene Vlies zu erbeuten, sie gab Aison, Iasons betagtem Vater, die Kraft der Jugend zurück und sie verursachte den Tod von Glauke. Als Iason sie verließ, tötete sie ihre beiden Kinder und floh nach Athen. Dort heiratete sie Aigeus, den König von Athen, wurde eifersüchtig auf seinen Sohn Theseus, verließ ihn schließlich und kehrte nach Kolchis zurück.
Die Benennung erfolgte 1882 auf Vorschlag der Wiener Astronomen. Der (Wiener) Astronomische Kalender für 1883, S. 108, überliefert dazu: „Nun waren von den in Pola entdeckten Planeten noch die folgenden vier 212, 216, 218 und 219 zu benennen, deren Taufe der Entdecker den Wiener Astronomen überliess. Zu diesem Zwecke wurde eine kleine Conferenz veranstaltet, an welcher auch Dr. H. Kreutz, der sich damals in Wien befand, und Frau Direktor Weiss theilnahmen. Jeder der Anwesenden nannte mehrere ihm passend erscheinende Namen, so dass im Ganzen etwa 30 vorgeschlagen wurden, aus denen nach mehreren Wahlgängen Medea, Kleopatra, Bianca und Thusnelda als gewählt hervorgingen. Den Schluss der Conferenz bildete ein fröhliches Mahl, bei dem auch auf die Wiederauffindung der neu benannten Himmelsbürger ein Glas geleert wurde.“

## Wissenschaftliche Auswertung
Aus Ergebnissen der IRAS Minor Planet Survey (IMPS) wurden 1992 erstmals Angaben zu Durchmesser und Albedo für zahlreiche Asteroiden abgeleitet, darunter auch (212) Medea, für die damals Werte von 136,1 km bzw. 0,05 erhalten wurden. Nach der Reaktivierung von NEOWISE im Jahr 2013 und Registrierung neuer Daten wurden die Werte 2016 angegeben mit 158,3 km bzw. 0,04, diese Angaben beinhalten aber hohe Unsicherheiten.
Spektroskopische und spektrophotometrische Beobachtungen von (212) Medea wurden von 2020 bis 2021 am Seoul National University Astronomical Observatory (SAO) in Südkorea durchgeführt. Dies führte zu einer taxonomischen Einstufung des Asteroiden als X-Typ.
Am Table Mountain Observatory in Kalifornien waren am 22. und 23. September 1982 photometrische Beobachtungen des Asteroiden durchgeführt worden. Aus den wenigen Daten konnte aber noch keine Rotationsperiode bestimmt werden. Weitere Beobachtungen am 28. und 29. August 1987 am La-Silla-Observatorium in Chile konnten dann zu einer Lichtkurve zusammengestellt werden, aus der sich eine Rotationsperiode von 10,12 h ergab. Vom 20. Januar bis 5. März 1995 wurden an der Außenstelle Tshuhujiw des Charkiw-Observatoriums in der Ukraine erneut Messungen durchgeführt, aus denen eine Rotationsperiode von 10,288 h abgeleitet wurde.
Im gleichen Zeitraum, nämlich vom 18. bis 23. Februar 1995, wurden auch an der Außenstation Fracastoro des Osservatorio Astrofisico di Catania in Italien photometrische Messungen gemacht, die aber zu einer Rotationsperiode von 18,175 h führten. Vom 9. bis 26. April 1996 wurden dann an einem privaten Observatorium in Corpus Christi, Texas, Messungen durchgeführt, aus denen wieder eine Periode von 10,25 h abgeleitet wurde. Photometrische Beobachtungen vom 8. Oktober bis 2. November 2004 am Antelope Hills Observatory in Colorado bestätigten diese Periode mit einem Wert von 10,283 h.
Eine Auswertung archivierter Lichtkurven von September 2004 bis November 2014 ermöglichte einer Forschergruppe die genaue Bestimmung der Rotationsperiode zu 10,2841 h, außerdem konnten zwei alternative Lösungen für die räumliche Lage der Rotationsachse bestimmt werden in Verbindung mit einer retrograden Rotation des Asteroiden.
Abschätzungen von Masse und Dichte für den Asteroiden (212) Medea aufgrund von gravitativen Beeinflussungen auf Testkörper hatten in einer Untersuchung von 2012 zu einer Masse von etwa 13,2·1018 kg geführt und mit einem angenommenen Durchmesser von etwa 144 km zu einer als unrealistisch bewerteten Dichte von 8,41 g/cm³ bei keiner Porosität.

## Trivia
Der Name des Asteroiden wurde 1944 verwendet für die Taufe des US-amerikanischen Angriffsfrachtschiffs (Attack Cargo Ship) der Artemis-Klasse USS Medea (AKA-31).